# Udo van Limburg
Udo van Limburg (ca. 1030 - 1078) wordt voor het eerst genoemd in een charter van 1064. Er is sprake van comes Udo de Lemborc, afkomstig uit een Neder-Lotharings geslacht, die een schenking doet aan de Sint-Adalbertkerk in Aken. Hij was de stichter van de Limburgse dynastie en de eerste persoon die in een charter graaf van Limburg werd genoemd.
Hij huwde met Jutta, dochter en erfgenaam van Frederik van Luxemburg, Hertog van Neder-Lotharingen en Gerberga van Boulogne. In 1065 volgde hij zijn schoonvader op als voogd van de abdij van Sint-Truiden.
Door de diverse aanwijzingen zou Udo zeer waarschijnlijk de zoon van Richwin II de Castelijn te Baelen-Limbourg 1033 1052, Graaf van Kempenich en Hengebach/Heimbach 1074 zijn geweest. Udo was de kleinzoon van Richwin I Graaf in de Eifel 992-1033, Bouwer van Richvinstinne (Reichenstein) later 1136 geschonken door Hertog Hendrik van Limburg aan de Norbertijnen , Wildban Kempenich 992, Heer van Heerlen en Mathildis van Saksen-Ludolf  (Dochter Hendrik II (de Ruziezoeker) v.d. Hertog v. Beieren en Markgraaf van Verona).
Richwin I was de zoon van Sigebode I van Ripuarie  (Graaf in de Arestreek 964-992 en was vazal van de aartsbisschop van Trier -956).
Na het overlijden van zijn schoonvader heeft Udo zijn macht uitgebreid tot een territoriale landsheerlijkheid met de burcht Limburg als centrum. Feitelijk werd hij daarmee de stichter van de Limburgse dynastie. Stichter en bouwheer van de burcht Limburg was echter zijn schoonvader Frederik van Luxemburg.
Zijn zoon Hendrik I, die hem opvolgde als Graaf van Limburg, zou in 1101 hertog van Neder-Lotharingen en markgraaf van Antwerpen worden, mede dankzij de verwantschappen via zijn moeder en grootmoeder.